# Nouakchott
Nouakchott (phiên âm: Nu-ác-sốt; tiếng Ả Rập: نواكشوط Nuwākshūṭ, xuất phát từ ngôn ngữ Berber Nawākšūṭ, "nơi của những cơn gió") là thủ đô và thành phố lớn nhất của Mauritanie. Đây là một trong những thành phố lớn nhất tại Sahara, và là trung tâm hành chính và kinh tế của Mauritanie.
Nouakchott từng là một làng nhỏ ít quan trọng cho tới năm 1958, khi nó được chọn làm thủ đô của đất nước mới độc lập Mauritanie. Nó được thiết kế và xây dựng để làm nơi cư ngụ của 15.000 người. Hạn hán và sự gia tăng sa mạc hóa từ thập niên 1970 khiến nhiều người Mauritanie đến tái định cư tại Nouakchott. Điều này đã dẫn đến sự tăng tưởng đô thị ồ ạt và quá đông đúc dân cư, với dân số thành phố là gần một triệu người năm 2013. Đa số dân cư sống tại những khu ổ chuột với điều kiện sống thiếu thốn, dù đã được cải thiện một phần.
Thành phố là trung dân kinh tế của Mauritanie, với một cảng và một trong hai sân bay quốc tế của đất nước. Đại học Nouakchott và nhiều học viện khác cũng hiện diện tại đây.

## Khí hậu
Nouakchott có khí hậu sa mạc nóng (phân loại khí hậu Köppen BWh). Lượng mưa trung bình hàng năm của thành phố là 95 mm (3,7 inch).
| Dữ liệu khí hậu của Nouakchott           | Dữ liệu khí hậu của Nouakchott | Dữ liệu khí hậu của Nouakchott | Dữ liệu khí hậu của Nouakchott | Dữ liệu khí hậu của Nouakchott | Dữ liệu khí hậu của Nouakchott | Dữ liệu khí hậu của Nouakchott | Dữ liệu khí hậu của Nouakchott | Dữ liệu khí hậu của Nouakchott | Dữ liệu khí hậu của Nouakchott | Dữ liệu khí hậu của Nouakchott | Dữ liệu khí hậu của Nouakchott | Dữ liệu khí hậu của Nouakchott | Dữ liệu khí hậu của Nouakchott |
| Tháng                                    | 1                              | 2                              | 3                              | 4                              | 5                              | 6                              | 7                              | 8                              | 9                              | 10                             | 11                             | 12                             | Năm                            |
| ---------------------------------------- | ------------------------------ | ------------------------------ | ------------------------------ | ------------------------------ | ------------------------------ | ------------------------------ | ------------------------------ | ------------------------------ | ------------------------------ | ------------------------------ | ------------------------------ | ------------------------------ | ------------------------------ |
| Cao kỉ lục °C (°F)                       | 39.9 (103.8)                   | 41.7 (107.1)                   | 44.0 (111.2)                   | 47.5 (117.5)                   | 47.0 (116.6)                   | 47.2 (117.0)                   | 47.5 (117.5)                   | 45.1 (113.2)                   | 45.5 (113.9)                   | 44.5 (112.1)                   | 42.3 (108.1)                   | 39.6 (103.3)                   | 47.5 (117.5)                   |
| Trung bình ngày tối đa °C (°F)           | 29.1 (84.4)                    | 30.8 (87.4)                    | 33.5 (92.3)                    | 34.8 (94.6)                    | 34.3 (93.7)                    | 34.7 (94.5)                    | 32.4 (90.3)                    | 33.0 (91.4)                    | 36.1 (97.0)                    | 36.7 (98.1)                    | 34.0 (93.2)                    | 31.0 (87.8)                    | 33.4 (92.1)                    |
| Trung bình ngày °C (°F)                  | 21.5 (70.7)                    | 23.0 (73.4)                    | 24.2 (75.6)                    | 24.3 (75.7)                    | 25.8 (78.4)                    | 26.7 (80.1)                    | 27.3 (81.1)                    | 28.4 (83.1)                    | 29.6 (85.3)                    | 28.8 (83.8)                    | 25.8 (78.4)                    | 22.8 (73.0)                    | 25.7 (78.3)                    |
| Tối thiểu trung bình ngày °C (°F)        | 14.5 (58.1)                    | 16.4 (61.5)                    | 18.2 (64.8)                    | 19.1 (66.4)                    | 20.7 (69.3)                    | 22.8 (73.0)                    | 24.3 (75.7)                    | 25.4 (77.7)                    | 25.8 (78.4)                    | 23.8 (74.8)                    | 19.7 (67.5)                    | 16.9 (62.4)                    | 20.6 (69.1)                    |
| Thấp kỉ lục °C (°F)                      | 3.9 (39.0)                     | 7.0 (44.6)                     | 5.0 (41.0)                     | 10.0 (50.0)                    | 13.0 (55.4)                    | 15.7 (60.3)                    | 15.0 (59.0)                    | 16.1 (61.0)                    | 17.0 (62.6)                    | 13.0 (55.4)                    | 9.3 (48.7)                     | 5.0 (41.0)                     | 3.9 (39.0)                     |
| Lượng Giáng thủy trung bình mm (inches)  | 0.7 (0.03)                     | 1.5 (0.06)                     | 0.2 (0.01)                     | 0.1 (0.00)                     | 0.3 (0.01)                     | 1.9 (0.07)                     | 6.3 (0.25)                     | 36.8 (1.45)                    | 36.3 (1.43)                    | 6.3 (0.25)                     | 2.0 (0.08)                     | 2.8 (0.11)                     | 95.2 (3.75)                    |
| Số ngày giáng thủy trung bình (≥ 1.0 mm) | 0.2                            | 0.3                            | 0.0                            | 0.0                            | 0.0                            | 0.3                            | 0.8                            | 2.6                            | 3.0                            | 0.7                            | 0.2                            | 0.3                            | 8.3                            |
| Độ ẩm tương đối trung bình (%)           | 36                             | 39                             | 43                             | 49                             | 54                             | 60                             | 70                             | 72                             | 69                             | 55                             | 44                             | 35                             | 52                             |
| Số giờ nắng trung bình tháng             | 232.5                          | 220.4                          | 260.4                          | 270.0                          | 282.1                          | 240.0                          | 238.7                          | 254.2                          | 228.0                          | 260.4                          | 243.0                          | 217.0                          | 2.946,7                        |
| Số giờ nắng trung bình ngày              | 7.5                            | 7.8                            | 8.4                            | 9.0                            | 9.1                            | 8.0                            | 7.7                            | 8.2                            | 7.6                            | 8.4                            | 8.1                            | 7.0                            | 8.1                            |
| Nguồn: Deutscher Wetterdienst            |                                |                                |                                |                                |                                |                                |                                |                                |                                |                                |                                |                                |                                |

## Thành phố kết nghĩa
Nouakchott kết nghĩa với:
- Madrid, Tây Ban Nha (1986)[4]
- Amman, Jordan (1999)[5]
- Lan Châu, Trung Quốc (2000)[6]
- Bamako, Mali[7]